# Хобендза
Хобе́ндза (пол. Chobędza) — село в Польше в сельской гмине Голча Мехувского повета Малопольского воеводства.
Село располагается в 3 км от административного центра гмины села Голча, в 10 км от административного центра повета города Мехув и в 32 км от административного центра воеводства города Краков. Через село протекает река Голчанка, которая является притоком реки Шренява.
В 1975—1998 годах село входило в состав Краковского воеводства.